# PlayStation Move

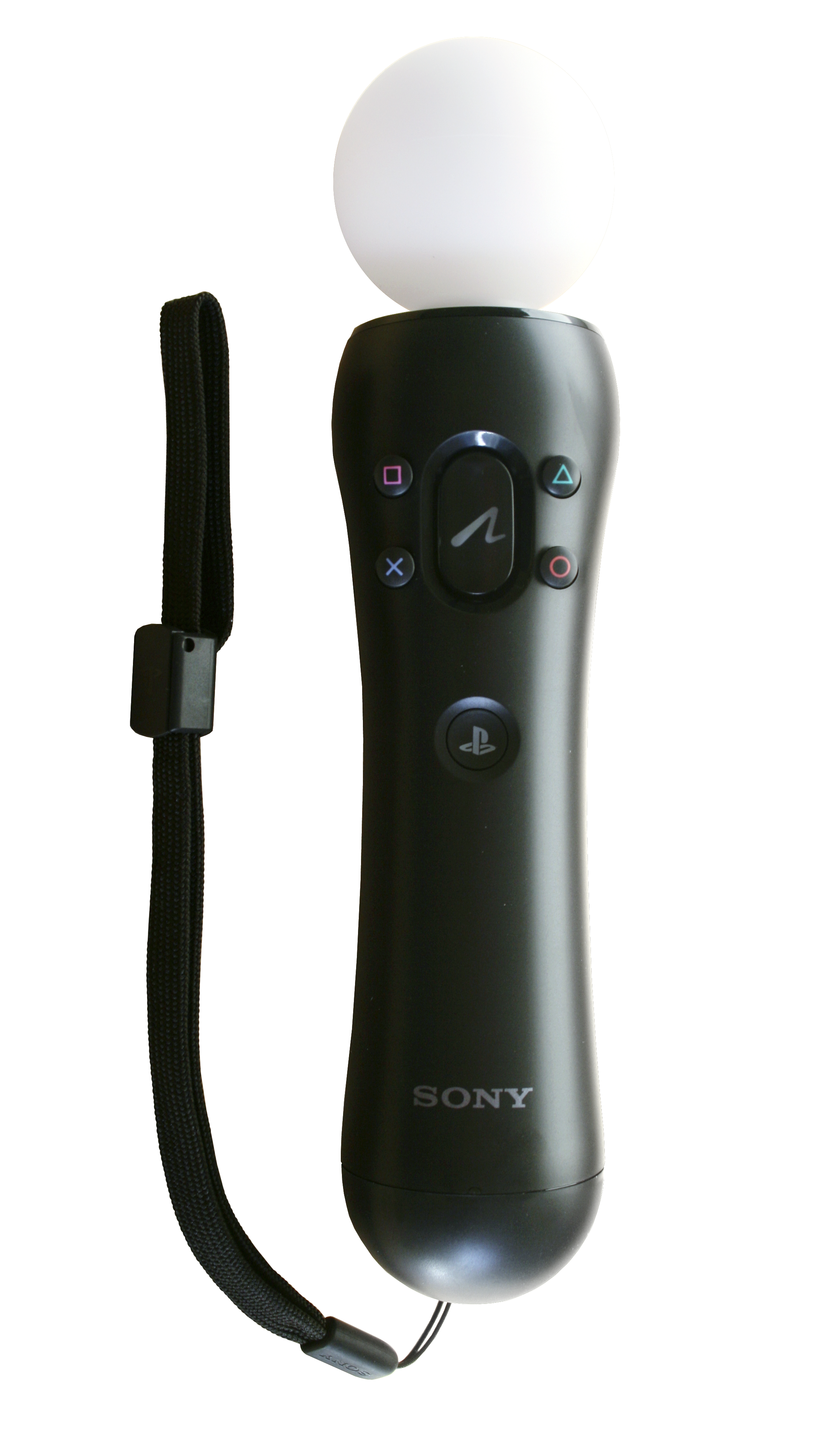

PlayStation Move（註冊商標：PlayStation Move）是索尼電腦娛樂（SCE）於2010年9月15日發售的PlayStation 3新型控制器，與「PlayStation Eye」配合提供了六軸感應、振動以及體感功能。同时也可使用于PlayStation 4主机、PlayStation 5主机和PlayStation VR。

## 必要配件
- PlayStation®3 、 PlayStation®4主機 或 PlayStation®5主機 x1
- PlayStation®Move 動態控制器 x1 (多人遊玩時最多可支援4支動態控制器)
- PlayStation®Eye 或PlayStation®Camera 攝影機 x1
- PlayStation®Move 專用・對應遊戲

## 外部連結
- （繁體中文）台灣繁體中文網站